# Jean-Louis Carra

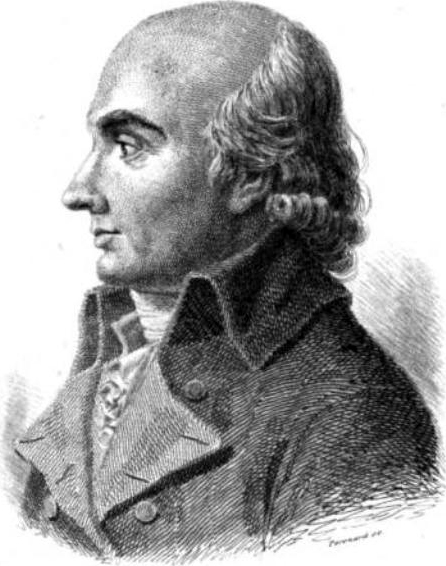
Jean-Louis Carra

Jean-Louis Carra (* 9. März 1742 in Pont-de-Veyle; † 31. Oktober 1793 in Paris) war ein französischer Schriftsteller, Enzyklopädist und Revolutionär.

## Leben und Werk
Jean-Louis Carra verlor den Vater mit 8 und die Mutter 1768 mit 16 Jahren. Im gleichen Jahr wurde er des Diebstahls überführt, was seiner Schulzeit am Jesuitenkolleg von Mâcon ein Ende setzte. Nach Aufenthalt in Österreich und Preußen war er Sekretär des Marquis d’Argenson. 1770 wurde er Mitarbeiter der Encyclopédie d’Yverdon. Voltaire empfahl ihn an Jean-Baptiste-René Robinet für die Supplementbände der Encyclopédie. Er überwarf sich mit Robinet und begann 1772 wieder Reisen durch Italien, Griechenland, die Türkei und die Ukraine nach Sankt-Petersburg, von wo er 1775 für ein Jahr zu Grigore III. Ghica nach Jassy in das Fürstentum Moldau ging. Ab März 1777 war er in Frankreich Sekretär des Kardinal de Rohan, dem er seine Geschichte Moldawiens und Rumäniens widmete.
Dank Loménie de Brienne wurde Carra an der Königlichen Bibliothek angestellt und veröffentlichte in 4 Bänden ein Lehrbuch der Physik, das er  Friedrich II. widmete. Er geriet in Opposition zum Bibliotheksleiter Jean-Charles-Pierre Lenoir und zum Minister Charles Alexandre de Calonne und wurde als Journalist und Autor von Pamphleten (L’Orateur des États-Généraux) einer der führenden Anhänger der Französischen Revolution. Ab 1789 war er zusammen mit Louis-Sébastien Mercier Herausgeber der Annales patriotiques et littéraires de la France, die er ab Juni 1791 allein leitete, dann des Mercure national. 1792 wurde er zum Leiter der Nationalbibliothek ernannt. Er gehörte zu den Anstiftern des Tuileriensturms und wurde von 8 Départements in den Nationalkonvent gewählt, dessen Sekretär er ab dem 16. November 1792 war. Er schlug sich auf die Seite der Girondisten, geriet in Opposition zu Robespierre und wurde am 31. Oktober 1793 im Alter von 51 Jahren guillotiniert. Seine prophetische Rhetorik mit Ausmalung einer besseren Staatsordnung hatte (nach dem Zeugnis von Madame Roland) Erfolg bei den Massen, nicht aber bei den Jakobinern.

## Werke (Auswahl)
- Le faux philosophe démasqué, ou Mémoire du Sr Carra, collaborateur aux Suppléments de la grande Encyclopédie de Paris, contre le Sr Robinet, éditeur desdits suppléments. 1772.
- Odazir, ou le jeune syrien, roman philosophique, composé d’après les mémoires d’un Turc. 1772.
- Système de la raison, ou le prophète philosophe. 1773. London 1782. Paris 1791, 1970.
- Esprit de la Morale et de la philosophie, divisé en 4 parties. 1777.
- Essai particulier de politique dans lequel on propose un partage de la Turquie européenne. 1777.
- Histoire de la Moldavie et de la Valachie, avec une dissertation sur l’état actuel de ces deux provinces. 1777, 1778, 1781.
- Nouveaux Principes de physique, ornés de planches. 4 Bde. 1781–1783.
- Examen physique du magnétisme animal. London 1785.
- Dissertation élémentaire sur la nature de la lumière, du feu et de l’électricité. Paris 1787.
- (Übersetzer) John Gillies: Histoire de l’ancienne Grèce, de ses colonies et de ses conquêtes. Buisson, Paris 1787–1788.
- Un petit mot de réponse à M. de Calonne, sur sa requête au roi. 1787. Pergamon Press, 1989.
- M. de Calonne tout entier, tel qu’il s’est comporté dans l’administration des finances, dans son commissariat en Bretagne, etc., etc., avec une analyse de sa requête au roi et de sa réponse à l’écrit de M. Necker. Ouvrage critique politique et moral. 1788. Slatkine, Genf 1970, 1977. Pergamon Press, 1989.
- Considérations, recherches et observations sur les États généraux. 1789.
- Mémoires historiques et authentiques sur la Bastille. 1789.